# Шевалдин, Владимир Егорович
Владимир Егорович Шевалдин (1932 год — 31 января 1997 года) — бригадир штукатуров-маляров строительного управления № 5 треста № 1 Министерства строительства предприятий тяжёлой индустрии СССР, Амурская область, Герой Социалистического Труда (1971).

## Биография
Родился в 1932 году в посёлке Оловянная Читинской области.
С 1957 г. и до выхода на пенсию работал в СМУ-5 г. Свoбoдный, Амурская область. С сер. 1960-х гг. бригадир штукатуров-маляров.
Бригада Владимира Шевалдина досрочно выполнила коллективные социалистические обязательства и плановые производственные задания Восьмой пятилетки (1966—1970). Указом Президиума Верховного Совета СССР (неопубликованным) от 5 апреля 1971 года «за выдающиеся успехи в выполнении заданий пятилетнего плана по строительству и вводу в действие производственных мощностей, жилых домов и объектов культурно-бытового назначения» удостоен звания Героя Социалистического Труда с вручением ордена Ленина и золотой медали Серп и Молот.
Заслуженный строитель РСФСР. Награждён орденом Трудового Красного Знамени.
На фасаде дома, где он жил в 1972—1997 гг. (дoм № 25 пo yл. K. Mapкca), установлена мемориальная доска.